# Syzygium tenellum
Syzygium tenellum är en myrtenväxtart som beskrevs av Carl Ludwig von Blume och Friedrich Anton Wilhelm Miquel. Syzygium tenellum ingår i släktet Syzygium och familjen myrtenväxter. Inga underarter finns listade i Catalogue of Life.